# Conflito de Batken
O Conflito de Batken foi um período de confrontos armados entre militantes do Movimento Islâmico do Uzbequistão (MIU) e as Forças Armadas do Quirguistão, com apoio a este último sendo fornecido pelas Forças Terrestres Uzbeques. Foi causado por incursões de militantes do Movimento Islâmico do Uzbequistão em território uzbeque e quirguiz a partir do Tajiquistão e foi em parte centrado na demarcação unilateral da fronteira Quirguistão-Uzbequistão pelo Uzbequistão.

## Antecedentes
Em fevereiro de 1999, a capital uzbeque de Tashkent sofreu uma série de explosões em um atentado contra a vida do presidente Islam Karimov, que então atribuiu a culpa a militantes wahhabitas radicais do Movimento Islâmico do Uzbequistão. Segundo os militantes, o objetivo era facilitar a derrubada do governo uzbeque e do presidente Karimov, após o que se seguiria o estabelecimento de um Estado totalmente islâmico no Uzbequistão.

## Eventos
No verão daquele ano, os rebeldes guerrilheiros do Movimento Islâmico do Uzbequistão invadiram a Região de Batken, no Quirguistão (uma região com maioria etnicamente uzbeque). Foi a primeira operação verificável do grupo desde que foi criado apenas um ano antes. Especificamente, a cidade de Barak, no Quirguistão, foi ocupada por forças militantes, com a área circundante sendo controlada e bloqueada por forças uzbeques. Durante a invasão, os rebeldes fizeram várias pessoas como reféns, incluindo um geólogo japonês, que acabou sendo devolvido depois que o governo japonês pagou um resgate. Os rebeldes exigiram que o Quirguistão fornecesse passagem segura para eles cruzarem para o Uzbequistão. No oitavo dia do conflito, o prefeito Abdrakhman Mamataliev de Osh, juntamente com três agentes de segurança, foram capturados por militantes para enviar uma mensagem às autoridades de Bishkek. Eles ficaram em cativeiro por mais de uma semana até serem libertados em 13 de agosto como resultado de extensas negociações e extorsão de um resgate, que incluiu um helicóptero com destino ao Afeganistão.
Em 24 de agosto, o ministro da Defesa Myrzakan Subanov foi demitido de seu cargo depois que Akayev e seu governo observaram o que seu porta-voz chamou de fracasso em "estabilizar a situação". Apenas quatro dias depois, Akayev nomeou o major-general Esen Topoev, natural de Batken, como ministro da Defesa. Em 1 de setembro, o primeiro-ministro russo Vladimir Putin e o vice-primeiro-ministro do Quirguistão Boris Silaev se reuniram para discutir formalmente a prestação de assistência técnica da Rússia ao Exército do Quirguistão na eliminação dos militantes. O governo passou o mês seguinte concentrando suas operações nos militantes nas montanhas, utilizando ataques aéreos e artilharia para ajudar no avanço. Em 25 de setembro, a Região de Batken foi completamente despojada de militantes, com alguns recuando para o Tajiquistão. O governo então prendeu mais de 70 civis em Bishkek suspeitos de terem ligações com os terroristas do Movimento Islâmico do Uzbequistão. Os governos do Quirguistão e do Uzbequistão concordaram em confinar os rebeldes nas montanhas durante o inverno, na tentativa de assegurar a desativação das forças invasoras.

## Consequências
Após a conclusão do conflito, o governo uzbeque iniciou o processo de vedação de sua fronteira com o Quirguistão, decretando medidas como a construção de uma cerca de arame farpado e a criação de uma cerca de 2 metros ao longo de 1999 e 2000. O governo uzbeque também sugeriu uma intervenção militar no país, com o ministro da Defesa Hikmatulla Tursunov declarando que as Forças Armadas do Uzbequistão estavam prontas para lançar ataques a redutos rebeldes tanto “nas proximidades” quanto em “outros lugares”. O conflito foi um fator principal nos debates políticos entre o governo de Amangeldy Muraliyev e a oposição, eventualmente incorporando-se nas eleições parlamentares e presidenciais daquele ano. A região de Batken foi criada como resposta às atividades do Movimento Islâmico do Uzbequistão. O Quirguistão acusou o Uzbequistão de usar o conflito para tomar grandes áreas de terras agrícolas que foram emprestadas ao Uzbequistão durante o período soviético para uso temporário.
O conflito também teve um grande impacto na comunidade internacional, que coletivamente pressionou o Tajiquistão a expulsar o Movimento Islâmico do Uzbequistão do país, especificamente do Vale de Tavildara, onde estava sediado. O grupo acabou abandonando o vale no final de 1999 após a persuasão do Partido da Renascença Islâmica do Tajiquistão.